# Phytomyptera
Phytomyptera är ett släkte av tvåvingar. Phytomyptera ingår i familjen parasitflugor.

## Bildgalleri

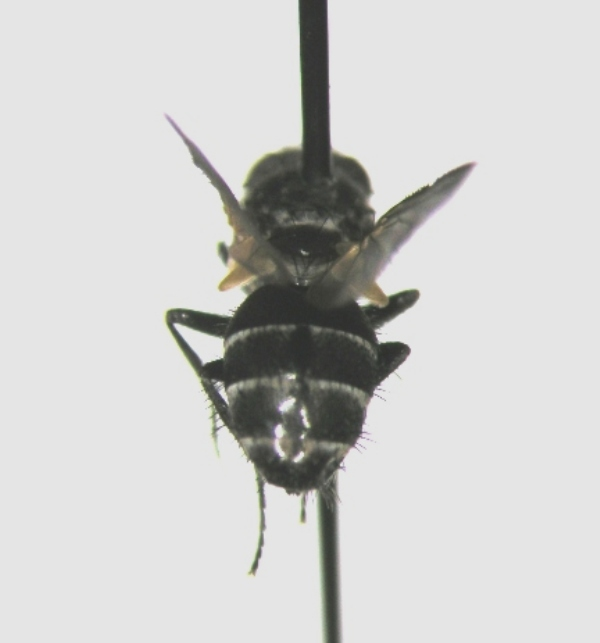
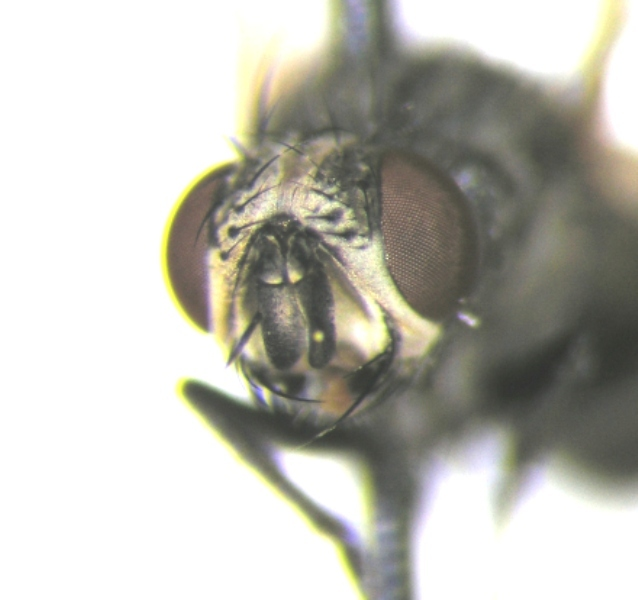
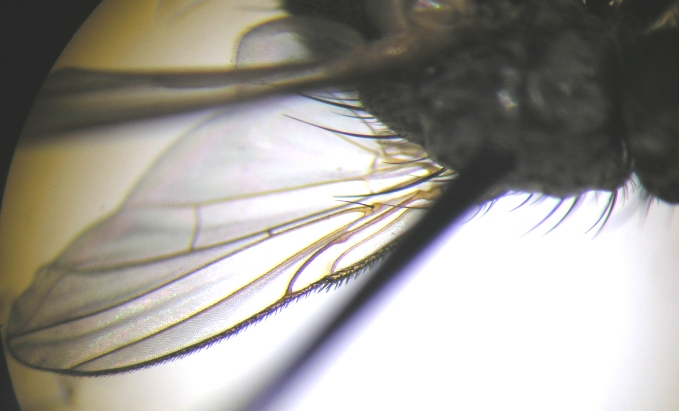

## Dottertaxa tillPhytomyptera, i alfabetisk ordning[1][2]
- Phytomyptera abnormis
- Phytomyptera aenea
- Phytomyptera amplicornis
- Phytomyptera amuricola
- Phytomyptera aristalis
- Phytomyptera atra
- Phytomyptera aurantia
- Phytomyptera aurocrista
- Phytomyptera biseta
- Phytomyptera bohemica
- Phytomyptera canella
- Phytomyptera cingulata
- Phytomyptera clavapalpa
- Phytomyptera coelicola
- Phytomyptera convecta
- Phytomyptera cornuta
- Phytomyptera curriei
- Phytomyptera erisma
- Phytomyptera erotema
- Phytomyptera exul
- Phytomyptera flavipes
- Phytomyptera frontalis
- Phytomyptera gracilariae
- Phytomyptera interrupta
- Phytomyptera johnsoni
- Phytomyptera lacteipennis
- Phytomyptera latifrons
- Phytomyptera longicornis
- Phytomyptera lunata
- Phytomyptera maurokara
- Phytomyptera mediaposita
- Phytomyptera melissopodis
- Phytomyptera minuta
- Phytomyptera minutissima
- Phytomyptera nigra
- Phytomyptera nigrina
- Phytomyptera nigroaenea
- Phytomyptera pallipes
- Phytomyptera palpigera
- Phytomyptera pamirica
- Phytomyptera peruviana
- Phytomyptera pollinosa
- Phytomyptera pruinosa
- Phytomyptera riedeli
- Phytomyptera rotundata
- Phytomyptera ruficornis
- Phytomyptera saxatilis
- Phytomyptera setigera
- Phytomyptera spathulata
- Phytomyptera spinacrista
- Phytomyptera spinosovirilia
- Phytomyptera stackelbergi
- Phytomyptera tarsalis
- Phytomyptera triangularis
- Phytomyptera triste
- Phytomyptera usitata
- Phytomyptera vaccinii
- Phytomyptera walleyi
- Phytomyptera verna
- Phytomyptera vibrissata
- Phytomyptera vitinervis
- Phytomyptera yemenensis
- Phytomyptera zonella